# The Dam Keeper
The Dam Keeper là phim hoạt hình ngắn với thời lượng 18 phút được sản xuất bởi hai đạo diễn Robert Kondo và Dice Tsutsumi, đồng thời cũng là biên kịch của phim. The Dam Keeper được thực hiện tại Tonko House LLC, được ra mắt chính thức lần đầu tiên tại Liên hoan phim quốc tế Berlin vào ngày 11 tháng 2 năm 2014 và công chiếu tại Mỹ vào ngày 14/3 cùng năm tại Liên hoan phim trẻ em quốc tế New York. Bộ phim với cốt truyện dễ thương và cảm động đã nhanh chóng làm tan chảy trái tim mỗi người xem và nghiễm nhiên được lọt vào danh sách đề cử Phim hoạt hình ngắn hay nhất của giải thưởng Oscar lần thứ 87, năm 2015.
Kondo và Tsutsumi bắt đầu phát triển bộ phim khi làm giám đốc nghệ thuật tại Lò đào tạo quái vật và sản xuất nó thông qua một chương trình hợp tác tại Pixar. Đây là bộ phim ngắn thứ hai của Tsutsumi, sau Sketchtravel năm 2011, và nỗ lực đạo diễn đầu tiên của Kondo. Nhà sản xuất Megan Bartel và Duncan Ramsay cũng từng là nhân viên tại Pixar. Bộ phim đã nhận được một đề cử giải Oscar cho Phim ngắn hoạt hình hay nhất.

## Nội dung
Nội dung của The Dam Keeper kể về chú heo con khoảng 9 tuổi tên là Pig (Heo Con) sống cô đơn một mình trong một cối xay gió lớn và có nhiệm vụ bảo vệ thị trân nơi cậu sinh sống khỏi đám sương mù đen nguy hiểm. Ngày qua ngày, cậu luôn phải thức dậy sớm và đúng theo giờ quy định để điều khiển cối xay như cha cậu đã từng làm.
Tuy nhiên, trong thị trấn và ở trường, không ai thích cậu. Dù cậu đã thầm lặng bảo vệ thị trấn, những người bạn trong trường đều tìm mọi cách để chọc ghẹo và bắt nạt cậu.
Cho đến khi một học sinh mới chuyển đến, Fox (Cáo Con), một cô bé cáo thường mang theo một cuốn tập vẽ và nhanh chóng trở nên khá nổi tiếng. Một ngày nọ, Cáo Con vô tình bỏ rơi cuốn sổ vẽ trong khi rời lớp học và Heo Con phát hiện ra Cáo Con đã vẽ vài bức chế nhạo các bạn cùng lớp và giáo viên. Cáo Con xuất hiện vào ngày hôm sau, buồn bã về việc mất cuốn tập, nhưng nhanh chóng thấy nhẹ nhõm khi thấy Heo Con đã tìm ra cho cô.
Không lâu khi Heo Con đang vào trường, bọn bắt nạt kéo Heo Con vào phòng vệ sinh và làm nhục cậu. Cáo Con phát hiện ra Heo Con trong phòng vệ sinh, và an ủi cậu và dạy cậu cách sử dụng nghệ thuật như một lối thoát cảm xúc cho những khó khăn hàng ngày của cậu. Hai người dần trở thành bạn thân. Sau giờ học một ngày, Heo Con để ý Cáo Con và một đám học sinh khác đang nhìn vào một trong những bức vẽ của Cáo Con và cười. Cảm thấy bất an, Heo Con tiếp cận và đám đông. Qua đám đông, Heo Con hầu như không nhìn thấy hết ý nghĩa thật sự của bức vẽ, thay vì đó, cậu chỉ thấy hình cậu bị biếm họa với chữ "Dirty P-" và cậu hiểu lầm là "Dirty Pig" (Con heo bẩn thỉu). Quá đau khổ, Heo Con lập tức xé bức vẽ của Cáo Con và chạy đi trong nỗi tuyệt vọng.
Khi chiều dần tan, đám sương mù đến gần - Heo Con nên trở về để xoay cối xay gió. Thay vào đó, ngồi trong đau khổ, cậu đeo mặt nạ và chờ đợi khi sương mù bao trùm thị trấn trong khi những người khác thì đang tán loạn chạy trốn trong nỗi kinh hoàng. Cuối cùng, Heo Con nhìn xuống bản vẽ và phát hiện ra rằng cậu không phải là người duy nhất bị Fox biếm họa bên cạnh, và tiêu đề thực sự là "Dirty Pals" (Đôi bạn vấy bẩn). Bối rối trở lại với cảm giác thực tại của mình, Heo Con nhận ra thị trấn đang gặp nguy. Cậu tìm đường đến cối xay gió và tìm cách thoát khỏi thị trấn sương mù, nhưng ngọn gió đã làm mất và làm hỏng một cánh quạt của cối xay trong quá trình này.
Heo Con nhìn ra cửa sổ cối xay gió khi sương mù tan đi và người dân bắt đầu dọn dẹp. Heo Con nhớ lại bản vẽ và bắt đầu đi tìm Cáo Con. Khi mở cửa, Cáo Con đang đợi cậu. Heo Con thừa nhận sự hiểu lầm của mình và Cáo Con sẵn sàng tha thứ cho cậu. Sau đó, hai người chạy chơi lại với nhau bên trong cối xay gió, cười đùa hồn nhiên như hai đứa trẻ vô tội.

## Diễn viên
- Lars Mikkelsen là người dẫn chuyện

## Sản xuất

### Phát triển

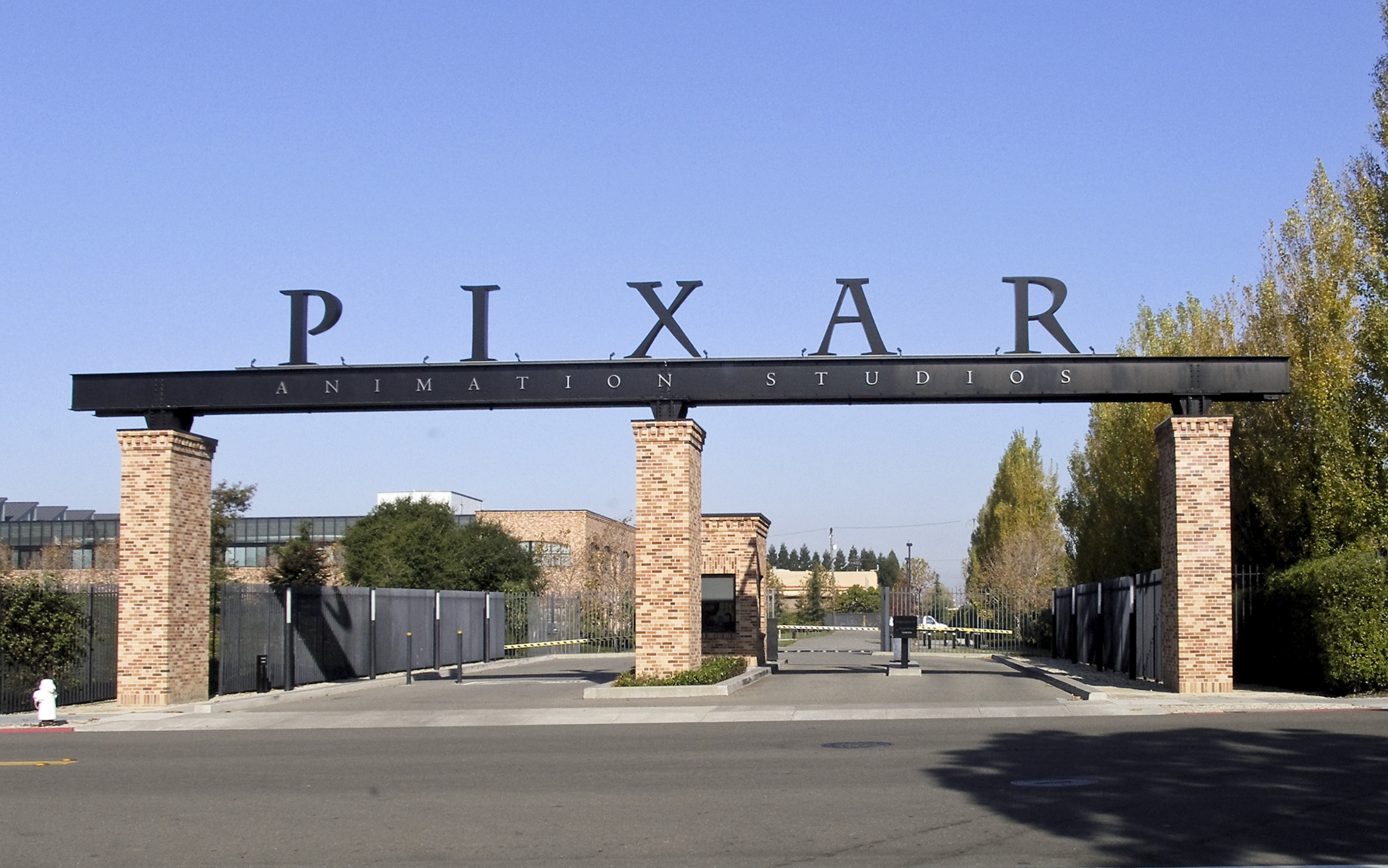
Đạo diễn Robert Kondo và Daisuke "Dice" Tsutsumi đã phát triển The Dam Keeper theo chương trình hợp tác tại Pixar.

Dam Keeper được sản xuất như một phần của chương trình hợp tác tại Pixar, theo đó nhân viên được phép phát triển các bộ phim của riêng họ mà không cần sử dụng tài nguyên phòng thu. Đạo diễn Robert Kondo và Daisuke "Dice" Tsutsumi đều là giám đốc nghệ thuật tại Pixar. Họ đã làm việc cùng nhau trong Toy Story 3 và Monsters University. Được tạo điều kiện một phần bằng cách đặt các văn phòng của họ nằm cạnh nhau, một tình bạn nhanh chóng được hình thành giữa hai người họ. Trong khi công việc đầu tiên của Kondo là tại Pixar, Tsutsumi trước đây đã được tuyển dụng tại Blue Sky Studios  và đã kết hôn với một cháu gái của nhà hoạt họa nổi tiếng Nhật Bản Hayao Miyazaki. Kondo nhớ lại đã bị "mê hoặc bởi trải nghiệm bên ngoài của [Tsutsumi]" và nhận ra rằng "tầm nhìn của đồng nghiệp của anh ta dường như luôn lớn hơn trách nhiệm của chúng tôi". Năm 2011, Tsutsumi đã phát hành nỗ lực đạo diễn đầu tiên của mình - một bộ phim hoạt hình ngắn có tên là Sketchtravel. Anh được hỗ trợ trên phim bởi Kondo, người đã làm việc với tư cách là một họa sĩ hoạt hình. Kondo đã mô tả bộ phim có "hoạt hình rất hạn chế... giống như một cuốn sách thiếu nhi trở nên sống động".
Ngay sau khi hoàn thành Sketchtravel, Tsutsumi đã chuyển sang Kondo với ý tưởng hợp tác trong một bộ phim ngắn mới. Điều này là trong "sức nóng của sản xuất" đối với Đại học Quái vật, một thời gian sau đó, như Kondo giải thích, hầu hết các nhà làm phim hoạt hình thường cân nhắc việc dành thời gian nghỉ ngơi. Kondo lưu ý: "Dice muốn dành thời gian nghỉ ngơi, nhưng trong thời gian đó, anh ấy muốn làm một bộ phim." Cả hai đã được kích thích bởi tiềm năng, nhận ra Tsutsumi có thể đạt được bao nhiêu với tư cách là một giám đốc solo, và xem xét họ sẽ có thể đạt được bao nhiêu nữa cùng nhau. Trong năm tiếp theo, họ đã phát triển ý tưởng câu chuyện trước và sau khi làm việc, chia sẻ phương pháp điều trị với nhau thông qua Google Docs. Không thể sử dụng các văn phòng Pixar của họ cho nhiệm vụ này, họ đã viết trong các studio, quán cà phê tại nhà của họ - bất cứ nơi nào "khuyến khích sự sáng tạo của họ" và có quyền truy cập internet. Sau đó, họ đã cùng nhau vào cuối tuần để thảo luận về ý tưởng câu chuyện.

### Tiền kỳ
Khi nhiệm vụ của họ ở phim Lò đào tạo quái vật đã hoàn thành, Kondo và Tsutsumi đã nghỉ phép ba tháng để bắt đầu sản xuất cho dự án của họ. Họ bắt đầu mà không có bất kỳ ý định rõ ràng nào - bộ phim chỉ đơn giản là một thử nghiệm để xem "họ có thể đi được bao xa". Hai đồng đạo diễn đã thuê một studio không cửa sổ ngay bên kia đường từ Pixar. Lúc đầu, họ không chắc chắn về cách tiếp cận sản xuất. "Không có công thức thực sự hoặc không có con đường thực sự như những gì đúng", Kondo nói. "Chúng tôi không biết - chúng ta có nên viết kịch bản không, chúng ta có nên vẽ những khoảnh khắc không, chúng ta có nên nói về thiết kế nhân vật không?" Mãi cho đến khi biên tập viên của họ, Bradley Furnish, tham gia, tất cả các yếu tố riêng lẻ đã tổng hợp thành những gì các đạo diễn công nhận là một bộ phim tiềm năng.
Hai đạo diễn từ chối áp lực bản thân để phấn đấu cho sự hoàn hảo; họ chỉ muốn làm cho bộ phim được thực hiện. Nhận thấy quá trình này là một "trải nghiệm học tập" và chọn mở rộng cơ hội này cho các thành viên còn lại, họ đã thuê các họa sĩ hoạt hình, những người chủ yếu là trẻ và vừa tốt nghiệp ra trường. "Tăng trưởng là một phần quan trọng của... người mà chúng tôi đã chọn để mang về", Kondo nói. "Chúng tôi tiếp tục hỏi, bạn có thể đạt được gì khi làm việc trong dự án này?" Làm tròn cho phi hành đoàn là các nhân viên Pixar, như Duncan Ramsay, người từng làm trợ lý sản xuất tại trường quay. Các đồng nghiệp của Ramsay đã cho anh cơ hội đến với The Dam Keeper ở một vị trí thậm chí còn nổi bật hơn cả trợ lý sản xuất - nhà sản xuất. Tuy nhiên, Ramsay sợ rằng việc cân bằng một dự án như thế này, về phía nhiệm vụ Pixar thường xuyên của mình, sẽ chứng tỏ khối lượng công việc không thể quản lý được. Vì vậy, ban đầu, anh từ chối lời đề nghị. Tất cả đều giống nhau, anh thấy mình dần dần bị cuốn hút vào dự án, và một khi anh cam kết toàn diện, anh đã thuyết phục bạn mình, Megan Bartel, đến với bộ phim với tư cách nhà sản xuất. Bartel mô tả Ramsay là "chiến lược gia hoàn hảo"; một người nắm giữ một hỗn hợp lý tưởng của sự ấm áp và thông minh. Ramsay sẽ tổ chức "kiểm tra tiến độ hàng ngày" trong suốt quá trình sản xuất bộ phim và tìm thấy "lối thoát sáng tạo" trong việc viết lời kể của bộ phim. Toàn bộ phi hành đoàn bao gồm khoảng bảy mươi người, mặc dù có một "nhóm nòng cốt" khoảng hai mươi đến hai mươi lăm. Mọi người đều làm việc trên cơ sở tình nguyện.
Để được hướng dẫn, Kondo và Tsutsumi quay sang Erick Oh, một trong những đồng nghiệp Pixar của họ, người đã có kinh nghiệm làm nhà làm phim độc lập. Oh đã hạnh phúc khi bắt buộc. Khi anh ngày càng gắn bó với bộ phim, anh đã vượt ra ngoài vai trò cố vấn đơn thuần của mình để trở thành nhà làm phim hoạt hình giám sát của bộ phim. Mặc dù anh ấy chưa bao giờ làm việc ở vị trí này trước đây, anh ấy thấy nó giống như một "cầu nối" giữa hoạt hình (mà anh ấy đã làm ở Pixar) và chỉ đạo (điều mà anh ấy đã làm trên các bộ phim của chính mình).
Sản xuất chính thức bắt đầu vào đầu năm 2013. Mặc dù Kondo và Tsutsumi đã lên kế hoạch thực hiện hầu hết quá trình sản xuất bộ phim trong vòng ba tháng mà họ đã cất cánh từ Pixar, lịch trình này được phát triển xung quanh phiên bản đầu của bộ phim chỉ chạy trong tám phút. Khi thời lượng của bộ phim được mở rộng, cuối cùng đạt đến mười tám phút, thời gian sản xuất kéo dài tổng cộng là chín tháng. "Chúng tôi không thể thấy trước được độ dài của câu chuyện mà chúng tôi muốn kể lúc đầu", Tsutsumi phản ánh. "[Nhưng] nếu bạn nhìn vào toán học, ba tháng tám phút đến chín tháng của 18 phút không phải là quá tệ." Nhận xét về thời gian phát triển của bộ phim, Kondo giải thích rằng tám phút dường như không đủ để truyền tải loại câu chuyện mà anh và Tsutsumi muốn kể - một trong đó nhận thức về cuộc sống của một nhân vật thay đổi đáng kể. Tuy nhiên, Kondo hy vọng rằng trong tương lai, họ sẽ có thể làm những bộ phim với "nhiều cảm xúc ở định dạng ngắn hơn".

### Phát triển câu chuyện

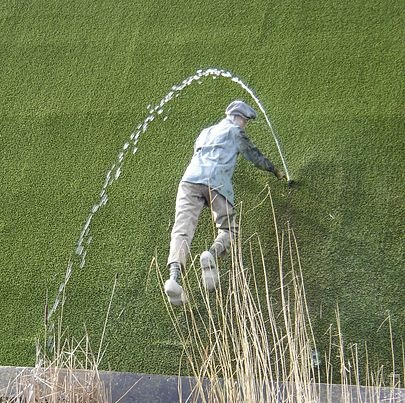
Một trong những ảnh hưởng của bộ phim là truyện dân gian, The Little Dutch Boy (Cậu bé Hà Lan) - được miêu tả ở đây như một bức tượng ở Hà Lan.

Chủ yếu quan tâm đến cơ hội hợp tác, Kondo và Tsutsumi không có bất kỳ câu chuyện cụ thể nào trong tâm trí khi họ bắt đầu. Họ thích các thể loại phim tương tự, nhưng không ngay lập tức tham gia vào quá trình viết - họ phải mất một thời gian để "tìm cách làm điều đó cùng nhau", Tsutsumi nói. Ý tưởng đầu tiên của họ tập trung vào một người khai thác cũ và con chó của anh ta. Điều này sau đó phát triển thông qua bốn hoặc năm lần lặp khác nhau, trước khi biểu hiện ở dạng cuối cùng của nó. Lấy cảm hứng từ The Little Dutch Boy, một câu chuyện dân gian về một cậu bé cứu thị trấn của mình bằng cách đặt ngón tay của mình vào một con đập, Kondo và Tsutsumi đã nghĩ ra một nhân vật sẽ chịu trách nhiệm tương tự, ngoại trừ hàng ngày.

Bức phác thảo cho một trong những câu chuyện lặp đi lặp lại mà Kondo và Tsutsumi đã cân nhắc giữa ý tưởng sớm nhất của họ và phim Người giữ đập.

Theo chủ đề, bộ đôi đã tìm cách tạo ra một câu chuyện có thể đúng với các thử thách quen thuộc - họ muốn bất cứ ai có thể liên quan đến câu chuyện. Sương mù đen tối xâm lấn vào thị trấn phục vụ hai mục đích: nó bình luận về "thực tế đương đại" của ô nhiễm, đồng thời tượng trưng cho cuộc đấu tranh của Pig với những con quỷ nội bộ. Kondo giải thích rằng cả anh và Tsutsumi đều mong muốn tạo ra một thế giới cảm thấy "vô thường", trong đó những thứ "dường như không thể tồn tại mãi mãi." Cả hai đạo diễn đều thích những bộ phim "nhịp độ chậm, thơ mộng, [và] rất yên tĩnh". Mặc dù họ đã cố gắng nắm bắt tính thẩm mỹ này trong The Dam Keeper, họ cũng lo ngại về độ trễ của bộ phim, và vì vậy họ đã làm việc với biên tập viên của họ, Bradley Furnish, để đảm bảo rằng bộ phim có nhịp độ cân bằng.
Tsutsumi đã đặt tên Frédéric Back là ảnh hưởng chính của mình như một họa sĩ hoạt hình. "Anh ấy [Quay lại] luôn có điều gì đó để nói. Đối với anh ta, tìm hiểu những gì đang xảy ra trong xã hội là ưu tiên hàng đầu, trước khi nghề của anh ta ", Tsutsumi nói. Mặc dù hai đạo diễn đã không tìm cách đưa ra một "tuyên bố xã hội" với bộ phim của họ, bình luận về các vấn đề thế giới chảy tự nhiên vào câu chuyện của họ. "[W] e đã cố gắng hết sức để giữ đúng với con người chúng ta", Tsutsumi nói. [W] e rất ý thức về những gì đang xảy ra ngày hôm nay. " Kondo đã đặt tên Don Bluth là một trong những ảnh hưởng của mình và cả hai đã đặt tên cho Hayao Miyzakai (chú của Tsutsumi thông qua hôn nhân), cũng như các bộ phim của Walt Disney - đặc biệt là Pinocchio, Dumbo, và One Hundred và One Dalmatians.
Nhiều người đã hỏi Kondo rằng Pig có dựa vào anh ta không, và Fox có dựa trên Tsutsumi không. Tuy nhiên, mỗi nhân vật thực sự dựa trên cả hai nhà làm phim. "Tôi nghĩ Pig có thể là chúng ta, nhưng Fox là người chúng ta muốn trở thành", Tsutsumi giải thích. Anh ta mô tả bản thân và Kondo là cả hai "hơi hướng nội". Mặc dù anh cho rằng họ không hoàn toàn hướng nội như Pig, nhưng anh cảm thấy rằng nhiều nghệ sĩ là vậy.
Một buổi chiếu thử nghiệm của câu chuyện đầu tiên được tổ chức cho một nhóm bạn của Kondo và Tsutsumi, người có nhiều kinh nghiệm viết hơn hai cựu giám đốc nghệ thuật. Theo mô tả của Kondo, buổi chiếu là "một thảm họa". Hai đạo diễn đã tự nhận ra rằng câu chuyện không hoạt động như họ muốn. "Điều đó thật tàn khốc", Tsutsumi nói. Câu chuyện đã xảy ra quá mức "bá đạo" và không kết nối cảm xúc. Mặc dù Kondo và Tsutsumi đã muốn hoàn thiện câu chuyện trước khi bắt đầu sản xuất, nhưng giờ họ phải sửa lại, đồng thời làm việc trên các khía cạnh khác của bộ phim. Nếu không, họ đã không ở lại theo lịch trình. Nhìn về phía trước, Kondo đã lưu ý rằng những khó khăn như thế này là không thể tránh khỏi. Anh ấy đã nói rằng anh ấy chỉ hy vọng sẽ "nhanh nhẹn hơn" trong việc đối phó với họ trong tương lai.
Một cảnh được cắt từ bộ phim đã hoàn thành. Đó là nửa chừng hoạt hình vào thời điểm đó và đã bị xóa vì các đạo diễn nghĩ rằng nó "bị phân tâm khỏi vòng cung cảm xúc" của câu chuyện. Trong cảnh quay, Pig mất dấu thời gian, khóc một mình trong lớp học sau giờ học. Khi anh vội vã về nhà với cối xay gió, sương mù gần như cuốn vào thị trấn.

### Hoạt hình
Là giám đốc nghệ thuật tại Pixar, Kondo và Tsutsumi chịu trách nhiệm chính trong việc tạo ra các bức tranh ý tưởng. Mang theo ít kinh nghiệm với họ trong quá trình làm phim hoạt hình thực tế, bộ đôi này đã phát triển một phong cách hình ảnh cho The Dam Keeper sử dụng khả năng vẽ tranh của họ. Sau khi tạo hoạt hình cho phim trong TVPaint, một chương trình hoạt hình kỹ thuật số của Pháp, hiệu ứng nét cọ đã được thêm vào từng khung hình trong Photoshop. Mặc dù Tsutsumi mô tả phương pháp này là "tốn thời gian", nhưng cuối cùng anh cảm thấy rằng nó "đã được đền đáp".
Đi sâu vào dự án, Kondo và Tsutsumi đã có phong cách vẽ tương tự. Tuy nhiên, họ quyết định học hỏi nhiều hơn từ nhau  và sau đó đào tạo đội ngũ hoạt hình của họ để làm việc theo những phong cách này. Trong thời gian nghỉ phép từ Pixar, các đạo diễn đã đưa nhóm của họ ra ngoài để cùng nhau vẽ và vẫn sống với họ. Lúc đầu, các họa sĩ hoạt hình có chút tiến bộ. "Chúng tôi đã đi từ ít nhất hai chúng tôi vẽ mỗi ngày và sản xuất những thứ cho bộ phim, cho không ai trong chúng tôi", Kondo nhận xét về tình huống này. Không một khung hình duy nhất của bộ phim được sản xuất trong tháng đầu tiên. Các đạo diễn sau đó mô tả khoảnh khắc này là "kinh hoàng". Họ bắt đầu lo lắng rằng bộ phim sẽ không bao giờ được hoàn thành. Tuy nhiên, trong một bước ngoặt bất ngờ, các nhà làm phim hoạt hình bắt đầu hoàn thành nhiều hơn những gì đạo diễn của họ từng dự đoán về họ. "Theo nghĩa đen trong một ngày... chúng tôi đã đi từ con số 0 đến mức vượt quá sản lượng trong một tuần... kỳ vọng về những gì sản xuất của chúng tôi có thể bùng nổ", Kondo nói. Các nhà làm phim hoạt hình đã học được một số kỹ thuật nhất định thậm chí còn nhanh hơn cả Kondo và Tsutsumi. Khi được giao một nhiệm vụ, họ thường trả lại công việc có chất lượng cao hơn so với ban đầu mà giám đốc của họ đã yêu cầu.
Khoảng 8.000 khung hình đã được tạo ra cho bộ phim. Mặc dù hoạt hình 3D không được sử dụng trong phiên bản hoàn chỉnh của bộ phim, Maya và các chương trình phần mềm 3D khác đã được sử dụng để dự đoán trước. Các đạo diễn cảm thấy rằng điều này "cho phép [cho] sự khám phá lớn nhất về bố cục cảnh trong khoảng thời gian ngắn nhất." Tsutsumi đã nói rằng nhiều người đã nhầm tưởng hoạt hình của bộ phim là CGI "với kết cấu họa sĩ trên nó". Anh ta thực sự coi quan niệm sai lầm này là miễn phí, và anh ta tin nó theo phong cách hội họa của anh ta và Kondo, trong đó nhấn mạnh đến ánh sáng và "cách các nhân vật tương tác với [nó]. Trên Photoshop, các nhà làm phim hoạt hình đã sử dụng " các lớp điều chỉnh để vẽ ánh sáng lên các ký tự." Điều này giúp khung hình vẫn nhất quán giữa các nhà làm phim hoạt hình. Để hỗ trợ thêm cho tính nhất quán, các khung được so sánh trong AfterEffects.
Sau khi tạo cảnh cho bộ phim, các nhà làm phim hoạt hình sẽ tải chúng lên Box dịch vụ chia sẻ tệp, gắn thẻ các đạo diễn để chỉ ra rằng các cảnh "đã sẵn sàng để xem xét."  Kondo và Tsutsumi sau đó sẽ để lại những ghi chú về tác phẩm của các họa sĩ hoạt hình và thực hiện một bức vẽ. Vì Box có thể lưu từng phiên bản của một tệp, nên không ai phải "lo lắng về việc mất bất cứ thứ gì", Kondo giải thích. Điều này giúp anh và Tsutsumi theo dõi mọi thứ đang diễn ra trong quá trình sản xuất. Kondo lưu ý rằng nếu không dễ dàng "truyền thông, tổ chức thông tin và cộng tác" được cung cấp bởi công nghệ mới, bộ phim "sẽ phải thay đổi về phạm vi, độ phức tạp và chất lượng để có thể được thực hiện" đúng tiến độ. " Anh cảm thấy rằng điều này sẽ không thể thực hiện được một thập kỷ trước đó.

### Âm nhạc
Điểm của bộ phim được sáng tác bởi Zach Johnston và Matteo Roberts. Johnston trước đây đã hợp tác với các đạo diễn trên Tsutsumi's Sketchtravel, với tư cách là nhà soạn nhạc và đồng tác giả. Bốn người thường xuyên trò chuyện qua Skype. Kondo và Tsutsumi không có nền tảng âm nhạc, nhưng cảm thấy rằng họ "trong tay tuyệt vời" với các nhà soạn nhạc của họ. Họ đã thẳng thắn về sự thiếu chuyên môn của họ trong lĩnh vực này. Khi đưa ra đề xuất cho điểm, họ sẽ thừa nhận rằng ý tưởng của họ có thể không đáng sử dụng. Tuy nhiên, Johnston và Roberts đều cảm thấy rằng các đạo diễn đã có những đóng góp âm nhạc quý giá. Johnston nhận xét rằng các đạo diễn làm cho điểm số "thanh lịch và tinh tế" hơn so với nó sẽ khác. Nhận thấy tầm quan trọng của điểm này, Roberts nói rằng vì nỗi đau của Pig đã trở thành bình thường trong cuộc sống của anh ấy, nên điểm số chỉ phản ánh "một nỗi buồn" và không "quá kịch tính". Cả hai nhà soạn nhạc rất thích thời gian của họ trên phim. Họ cảm thấy có một sự tự do đáng kể trong việc tạo ra điểm số và thấy rằng không có áp lực nào để bắt chước âm thanh của các nhà soạn nhạc khác. Sau khi hoàn thành bộ phim, Johnston nói đùa rằng sự nghiệp của anh và Roberts sẽ là "tất cả xuống đồi từ đây... trừ khi Dice và Robert yêu cầu chúng tôi làm một việc khác."
Điểm số demo đã được tạo và ghi lại trên GarageBand của Apple. Minna Choi sau đó đã chỉ huy Dàn nhạc MagicMagic khi biểu diễn trực tiếp bản nhạc. Họ đã thu âm tại Fantasy Studios ở Berkeley, California. Phòng thu có một màn hình hiển thị các cảnh tương ứng. Nhiều người chơi nhạc cụ thấy rằng họ không thể xem nó mà không vượt qua được bằng cảm xúc. Như vậy, họ phải đảo mắt. Tsutsumi liên quan đến một khoảnh khắc khi Choi đang giải thích câu chuyện của bộ phim cho dàn nhạc, và anh thấy cô xúc động đến rơi nước mắt. Về phần mình, Kondo thấy "mê hoặc" khi xem Choi tiến hành. "Có một cái gì đó về việc xem ai đó đáng kinh ngạc tại nghề của họ", ông nói. Nhận xét về điểm số của Johnston và Roberts, Choi gọi đó là "dịu dàng", "ngọt ngào" và "hồn nhiên".

### Hậu kỳ
Khi Kondo và Tsutsumi hoàn thành sản xuất trên The Dam Keeper, họ thấy mình bồn chồn tại Pixar. "Tất nhiên họ rất tuyệt với chúng tôi", Kondo nói về những người bạn của mình tại trường quay. "Họ vẫn là gia đình của chúng tôi, nhưng... nếu chúng tôi không quay lại [làm phim độc lập] và thử thách bản thân... cuối cùng, không chỉ chúng tôi sẽ đau khổ mà Pixar cũng sẽ đau khổ." Anh và Tsutsumi đã đưa ra quyết định khó khăn khi bỏ lại việc làm của họ. Tsutsumi là một người cha mới vào thời điểm đó. Kondo đã sớm kết hôn. Bạn bè và gia đình đã hỏi họ. Tuy nhiên, bộ đôi này đã trở nên say mê sâu sắc với kinh nghiệm tự làm phim. Khi lần đầu tiên họ bắt đầu chỉ đạo The Dam Keeper, họ đã tìm kiếm thứ gì đó có thể phản chiếu những ngày đầu của Pixar. "Tạo ra thứ gì đó từ đầu là" tạo ra "nghĩa là gì", Tsutsumi giải thích. "Chúng tôi đã không trải nghiệm sự khởi đầu đó và, nếu chúng tôi ở Pixar, chúng tôi sẽ không bao giờ như vậy." Hai người họ cảm thấy họ đã học được nhiều hơn trong chín tháng rằng phải sản xuất The Dam Keeper so với tất cả những năm trước họ làm giám đốc nghệ thuật. Họ không muốn khoảng thời gian bổ ích này của cuộc đời họ chỉ kéo dài trong một thời gian ngắn.
Nhận thấy rằng sẽ chỉ trở nên khó khăn hơn với những năm tháng trôi qua, Kondo và Tsutsumi đã từ chức từ Pixar vào tháng 7 năm 2014. Từ đó, họ thành lập studio riêng, Tonko House. Mặc dù cuối cùng họ sẽ chuyển địa điểm đến Berkeley, California, nhưng lúc đầu, Tonko House nằm trong cùng một studio không cửa sổ mà The Dam Keeper được sản xuất - ngay bên kia đường từ Pixar. Kondo và Tsutsumi đã mời ông chủ cũ và người cố vấn của họ, Ed Catmull, đến thăm. Anh ấy đã ban cho bộ đôi lời chúc phúc của mình, nói: "Đây là khoảnh khắc bạn sẽ nhớ bất kể nó biến thành gì, dù nó có lớn đến đâu... khoảnh khắc đầu tiên đó, khi bạn tạo ra thứ gì đó từ không, là thời điểm tốt nhất. "
Tonko House có tên từ tiếng Nhật là lợn (ton) và cáo (ko). Đó không phải là cái tên đầu tiên mà Kondo và Tsutsumi xem xét, nhưng tất cả những ý tưởng khác của họ đã được thực hiện. Để đảm bảo rằng họ đã đưa ra một cái gì đó không được sử dụng, họ đã quyết định sử dụng một từ "vô nghĩa", nhưng một từ vẫn sẽ mang một kết nối "gián tiếp" đến danh tính và công việc của họ. Ko là một từ cổ và không được sử dụng phổ biến trong ngôn ngữ hiện đại của Nhật Bản.

## Phát hành
Bộ phim được sản xuất mà không có ý định rõ ràng để phát hành. "[W] e đã không khiến The Dam Keeper tham gia các liên hoan phim, chúng tôi chỉ muốn làm một bộ phim. Nhưng một khi đã xong, chúng tôi muốn chia sẻ nó ", Tsutsumi nói. Bộ phim đã bị từ chối bởi một vài liên hoan đầu tiên mà nó được gửi tới. Vào tháng 2 năm 2014, nó đã được chấp nhận tại Liên hoan phim quốc tế Berlin lần thứ 64, nơi nó được công chiếu trên toàn thế giới. Buổi ra mắt tại Mỹ diễn ra vào tháng 3, tại Liên hoan phim thiếu nhi quốc tế New York lần thứ 17. Trong tất cả, hơn chín mươi liên hoan phim đã chiếu bộ phim. Buổi chiếu công cộng đầu tiên được tổ chức vào tháng 12 năm 2014 tại một rạp chiếu phim nhỏ ở Berkeley, California. Tại buổi chiếu này, Kondo và Tsutsumi đã bán đấu giá các tác phẩm nghệ thuật nguyên bản.
Với đề cử Oscar của bộ phim, nó đã được chọn để phân phối sân khấu bởi Magnolia Pictures và shorts HD. Ra mắt vào ngày 30 tháng 1 năm 2015, trong một bản tổng hợp với các bộ phim hoạt hình ngắn, được đề cử giải Oscar năm 2014 khác, nó đã được chiếu tại 350 rạp trên khắp Bắc Mỹ, cũng như vài chục phim ở Châu Âu và Châu Mỹ Latinh.

### Tiếp tân quan trọng
Collin Souter của rogerebert.com đã gọi The Dam Keeper là "tác phẩm tuyệt đẹp" và suy đoán rằng nó có thể giành được giải Oscar cho Phim ngắn hoạt hình hay nhất. Justin Chang của Variety đã so sánh bộ phim với tiểu thuyết đen tối Carrie của Stephen King. Ông khen ngợi phong cách hình ảnh "ủ rũ, im lặng" của nó, mà ông nghĩ giống như cả sơn và phấn. Lưu ý rằng "những hình ảnh luôn thay đổi hoàn toàn nắm bắt một cộng đồng mong manh có thể dễ dàng tan biến vào ether", ông coi bộ phim là "cảm xúc bừa bộn". Trong một bài viết cho tờ Thời báo New York, Charles Solomon đã viết rằng thiết kế của bộ phim "gợi ý một bức tranh chuyển động."  Trong một bài viết riêng cho Thời báo New York, AO Scott đã gọi bộ phim là "phức tạp và bổ ích". Ông ca ngợi bình luận của nó về cả môi trường và đấu tranh cảm xúc, trong khi tìm thấy các thiết kế nhân vật là "quyến rũ, mà không phải là đặc biệt dễ thương." Carolyn Giardina của The Hollywood Reporter gọi câu chuyện của bộ phim là "cảm động" và thiết kế hình ảnh của nó là "đẹp". Nhà phê bình tự do, nhà hoạt động, và tác giả xuất bản Richard Propes  đã viết trên trang web của mình, The Critic độc lập, rằng bộ phim là một trong những phim ngắn hay nhất tại Liên hoan phim Heartland 2014. Mặc dù anh không chắc tại sao nó lại ảnh hưởng đến anh rất nhiều, anh tuyên bố rằng bộ phim sẽ kéo dài với anh sau khi xem nó. Thừa nhận nó ít "được thiết kế để tiêu thụ hàng loạt" hơn hầu hết các phim hoạt hình chính thống của Mỹ, tuy nhiên, ông viết rằng nó nên được coi là tương đương về giá trị giải trí. Ông đã cho bộ phim một A- và ca ngợi bản chất lặng lẽ, liên quan đến cảm xúc của nó.
Theo tờ New York Times, hầu hết các nhà làm phim hoạt hình chuyên nghiệp đều coi The Dam Keeper là phim hoạt hình ngắn hay nhất được đề cử giải Oscar năm 2014. Nhà sản xuất của Disney, Don Hahn, đã ca ngợi bộ phim rằng "Có một sự tương đồng với nhiều hoạt hình, vì vậy khi một bộ phim như The Dam Keeper xuất hiện, nó nhắc nhở chúng ta rằng ranh giới của hoạt hình hầu như chưa được khám phá."  Một trong những cách để huấn luyện các nhà văn và đạo diễn của Dragon 2, Dean DeBlois, nói rằng phong cách hoạt hình của The Dam Keeper giống như tác phẩm nghệ thuật phát triển đã được đưa ra "cuộc sống và thơ ca và chuyển động".

### Giải thưởng
Bộ phim đã nhận được một đề cử Oscar cho Phim ngắn hoạt hình hay nhất tại lễ trao giải Oscar lần thứ 87, nhưng thua Feast của Disney. Không thể tài trợ cho một chiến dịch Oscar, Kondo và Tsutsumi đã hình thành một chiến lược cơ sở dựa trên các nền tảng truyền thông xã hội. Họ đã cân nhắc rất ít về khả năng được đề cử Oscar trong khi thực hiện bộ phim, và Tsutsumi gọi tiết lộ này là "hơi quá sức". Đó không phải là một phần trong kế hoạch của Tonko House ", ông nói. Đối với họ, ý nghĩa thực sự của danh dự là nó cho thấy vị trí của họ trong cộng đồng hoạt hình. 
| Giải thưởng                                                  | Loại                                   | Người nhận    | Kết quả    | Tham chiếu |
| ------------------------------------------------------------ | -------------------------------------- | ------------- | ---------- | ---------- |
| Giải thưởng Viện hàn lâm lần thứ 87                          | Phim hoạt hình hay nhất                | Người giữ đập | Được đề cử | [ 27 ]     |
| Liên hoan phim quốc tế San Francisco                         | Giải thưởng Cổng Vàng                  |               | Đoạt giải  | [ 26 ]     |
| Liên hoan phim thiếu nhi quốc tế New York                    | Giải thưởng Khán giả trẻ em            |               | Đoạt giải  |            |
| Liên hoan phim quốc tế Toronto                               | Giải thưởng Ban giám khảo nhân dân trẻ |               | Đoạt giải  |            |
| Hội nghị Hoạt hình Spark, Liên hoan phim và Hội chợ việc làm | Phim hoạt hình ngắn hay nhất           |               | Đoạt giải  | [ 29 ]     |
| Liên hoan phim San Diego                                     | Phim hoạt hình hay nhất                | Người giữ đập | Đoạt giải  | [ 30 ]     |

## Các dự án khác

### Tiểu thuyết đồ họa
First Second Books đã công bố sự hợp tác với Tonko House để xuất bản ba cuốn tiểu thuyết đồ họa sẽ mở rộng cuộc phiêu lưu của Pig và Fox sau 5 năm kể từ những sự kiện ngắn ngủi. Trong tiểu thuyết đồ họa, sương mù đen lần đầu tiên xuất hiện, dẫn dắt Pig và Fox khám phá thế giới bên kia với sự giúp đỡ không tưởng của một trong những kẻ bắt nạt Pig, Hippo. Trên đường đi, những câu hỏi được đặt ra từ đoạn ngắn về nơi ở của cha mẹ Pig và sương mù độc hại nhấn chìm phía bên kia của con đập để bắt đầu, sẽ được trả lời.
Robert Kondo, một trong những đạo diễn và nghệ sĩ của The Dam Keeper, nhận xét rằng phần tiếp theo là "lấy cảm hứng từ một giai thoại cá nhân của Tstusumi, [nói] rằng họ thích khám phá tình bạn phát triển như thế nào khi họ trưởng thành." Họ là "tám hoặc mười" khi "loại bạn bè khác với khi [họ] lớn lên và bắt đầu tìm hiểu về thế giới và họ [họ] ở đâu trên thế giới. Cuốn tiểu thuyết đồ họa đầu tiên dự kiến được xuất bản vào năm 2016 , nhưng đã bị trì hoãn đến ngày 26 tháng 9 năm 2017, trong khi phần thứ hai, " The Dam Keeper: World Without Darkness được xuất bản vào ngày 10 tháng 7 năm 2018 và đồ họa thứ ba và cuối cùng tiểu thuyết có tựa đề " The Dam Keeper: Return from the Shadows " đã được xuất bản vào ngày 2 tháng 7 năm 2019.

### Phim điện ảnh
Ngoài ra còn có một phần phim điện ảnh tiếp theo ngắn đang được phát triển với Kondo và Tsutsumi trở lại với vai trò đạo diễn. Được sản xuất bởi cựu nhà sản xuất Blue Sky Studios, Kane Lee, nó cũng có nghĩa là mở rộng cuộc phiêu lưu của Pig và Fox giống như bộ ba cuốn tiểu thuyết đồ họa.
Ban đầu, khi bộ phim truyện được công bố, nó hợp tác với 20th Century Fox Animation trong quá trình phát triển. Tuy nhiên, sau thương vụ mua lại của Công ty Walt Disney với 21st Century Fox kể từ ngày 20 tháng 3 năm 2019, bộ phim hiện đang được phát triển độc lập tại Tonko House, tìm kiếm các hãng phim khác để hợp tác.

### Phim truyền hình
Tonko House hiện đang sản xuất một bộ phim truyền hình hoạt hình dựa trên đoạn ngắn có tựa đề Pig: The Dam Keeper Poems. Nó được thiết lập để ra mắt trên Hulu tại Nhật Bản.